# Steinbruch Weber
Der Steinbruch Weber, auch Steinbruch Griesenbrauck genannt, befindet sich im Ortsteil Griesenbrauck, Iserlohn, Märkischer Kreis. Er ist im Besitz des Unternehmens Hülskens, Wesel, das das Unternehmen Wilhelm Weber GmbH & Co. KG, Dortmund, übernahm. Abgebaut wurde Plattenkalk aus dem Kulm, Unterkarbon. Im März 2013 war der Betrieb eingestellt. Noch 2019 war die Erweiterung in Richtung Hemer im Gespräch, um den Weiterbetrieb sicherzustellen. Hindernisgrund ist eine nahegelegene Klärschlammdeponie.